# Stanisława Kirsch-Dzierwa
Stanisława Kirsch-Dzierwa (ur. 4 stycznia 1920 w Parczewie, zm. 30 sierpnia 2005) – polska pedagog i polityk, poseł na Sejm PRL V, VI i VII kadencji.

## Życiorys
Uzyskała wykształcenie wyższe niepełne filologii polskiej w Studium Nauczycielskim. W 1944 została nauczycielką języka polskiego w szkole podstawowej w Amelinie, a w 1952 kierownikiem (następnie dyrektorem, pełniąc funkcję do 1984) szkoły podstawowej w Paszkach Dużych. Należała do Związku Nauczycielstwa Polskiego. W 1957 przystąpiła do Polskiej Zjednoczonej Partii Robotniczej, w której pełniła funkcje sekretarza podstawowej organizacji partyjnej, a także zasiadała w Komitecie Powiatowym i w Komitecie Wojewódzkim partii. W latach 1950–1965 była członkinią Powiatowej Rady Narodowej, a potem Wojewódzkich Radach Narodowych w Lublinie i następnie w Białej Podlaskiej. Ponadto prowadziła wraz z mężem Tadeuszem (jej poprzednikiem na funkcji kierownika szkoły w Paszkach Dużych) uniwersytet ludowy. W 1971 objęła mandat posła, zastępując zmarłego Grzegorza Korczyńskiego z okręgu Radzyń Podlaski. W 1972 uzyskała mandat w tym samym okręgu, a w 1976 w okręgu Biała Podlaska. W trakcie VI i VII kadencji zasiadała w Komisji Oświaty i Wychowania. Ponadto w trakcie VI kadencji zasiadała w Komisji Drobnej Wytwórczości, Spółdzielczości Pracy i Rzemiosła, a w trakcie VII w Komisji Handlu Wewnętrznego, Drobnej Wytwórczości i Usług.

## Odznaczenia
- Złoty Krzyż Zasługi
- Srebrny Krzyż Zasługi
- Medal 30-lecia Polski Ludowej
- Medal Komisji Edukacji Narodowej